# رونیا ساوولاینن
رونیا ساوولاینن (فنلاندی: Ronja Savolainen؛ زادهٔ ۲۹ نوامبر ۱۹۹۷) بازیکن هاکی روی یخ اهل فنلاند است.